# Stachys marashica
Stachys marashica là một loài thực vật có hoa trong họ Hoa môi. Loài này được Ilçim, Çenet & Dadandi mô tả khoa học đầu tiên năm 2008.